# Александър Гиргинов
 Тази статия е за българския политик.  За писателя вижте Александър Гиргинов (писател).  
Александър Ангелов Гиргинов е български политик от Демократическата партия. Той е вътрешен министър в правителствата на Народния блок (1931 – 1934) и един от активните участници на опозицията срещу комунистическото управление след Втората световна война.

## Биография
Александър Гиргинов е роден в Търново на 11 май (29 април стар стил) 1879 година. Завършва право в Лайпциг, след което e адвокат и активен участник в Демократическата партия, от 1908 година е избиран многократно за народен представител. Заедно с Александър Балабанов и Йосиф Хербст редактира стартиралия в 1908 година вестник „Време“, неофициален правителствен орган.
След Деветоюнския преврат през 1923 година Гиргинов става член на първото Изпълнително бюро на новосъздадения Демократически сговор, но впоследствие се дистанцира от него и остава в самостоятелната Демократическа партия. Той е вътрешен министър в кабинетите на Народния блок през 1931 – 1934 година – в петото правителство на Александър Малинов и в първото, второто и третото правителство на Никола Мушанов. След Деветнадесетомайския преврат през 1934 е в опозиция и се обявява за запазване на неутралитета на България във Втората световна война.
На 2 септември 1944 година Александър Гиргинов се включва в кабинета на Константин Муравиев, заради което след Деветосептемврийския преврат е осъден на една година затвор от т.нар. Народен съд. Освободен предсрочно, през лятото на 1945 година участва активно във възстановяването на Демократическата партия.
На 25 октомври 1947 година Александър Гиргинов е изселен от София в Разград, а по-късно в Дулово. Той е взет на агентурна разработка от Държавна сигурност. Той е разработван и следен от ДС под псевдонима „Гошо“, разкриват още архивите документи на репресивния апарат на БКП. Бил е принуждаван да се разписва по три пъти на ден. След като е бил настанен в празна стая без мебели, е принуден да се моли за завивки и печка. За храна и вещи от първа необходимост е молил сина си, изселен в Етрополе. За определен период са му отнети купоните за хляб. По-късно комунистите прекъсват и възможността му да кореспондира със сина си. През 1949 е преместен отново в друго жилище, при много нехигиенични условия с цел абсолютна изолация, нещо което той е понесъл безропотно. През 1952 г. е въдворен в концлагера „Белене“ с решение на МВР за срок от 7 години.
Александър Гиргинов умира на 1 ноември 1953 година в лагера „Белене“.

## Памет
На Александър Гиргинов е наречена улица в квартал „Люлин“ в София (Карта).